# کریس بچلر
کریس بچلر (انگلیسی: Chris Batchelor؛ زادهٔ ۹ آوریل ۱۹۶۲) نوازنده ترومپت اهل بریتانیا است.